# 全日本モーターサイクルクラブ連盟
全日本モーターサイクルクラブ連盟（ぜんにほんモーターサイクルクラブれんめい、英: Motorcycle Club Federation of All Japan、略称: MCFAJ）はモーターサイクル競技の主催を主な活動とする団体である。

## 概要
MCFAJは1958年に発足し、同年８月に第1回全日本クラブマンレースを主催（会場は浅間高原自動車テストコース）。これはアマチュア選手（クラブマン）を主体にした全国レベルのレースという意味で、日本初だったと言われている。またいわゆる浅間火山レースとは一線を画す内容だと言われている。
以後、MCFAJは日本で行われるアマチュア（クラブマン）によるモーターサイクル競技の主催を行っている。
２輪雑誌『モーターサイクリスト』の発行元だったモーターサイクル出版社（現・八重洲出版）が創立に深く関わっており、当時の同社社長だった酒井文人が初代理事長を務めた。
MCFAJと並立する形で、国際モーターサイクリズム連盟(FIM)の下部組織である日本モーターサイクルスポーツ協会(MFJ)が存在する（MFJの発足はMCFAJの３年後の1961年）。MFJを正統とする見方も存在する一方、メーカーや監督官庁ではなくレース出場者（および引退した出場者や関係者）が運営の主体である点で、MCFAJこそ正統という意見も存在する。
MCFAJとMFJの両方で活動していた選手も数多く存在する。MCFAJが主催していたサイドカーレースの出身者のうち、熊野正人はロードレース世界選手権（WGP）に参戦していた。